# Ministère colombien

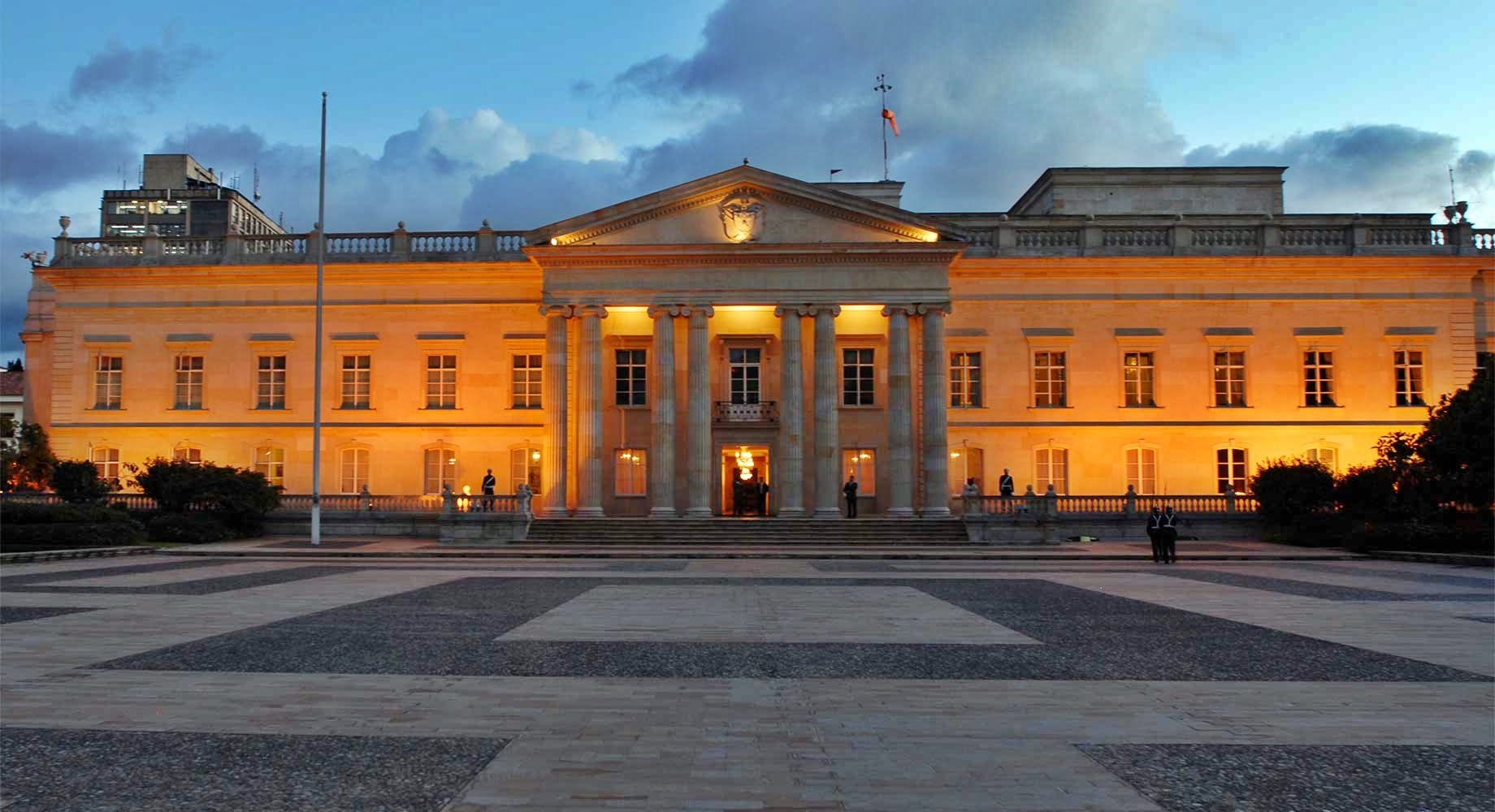
Façade nord de la Casa de Nariño, la résidence officielle du président de la Colombie.

Un ministère colombien est une division de l'Administration publique centrale colombienne chargé de mettre en œuvre la politique gouvernementale dans un domaine précis. Le ministre, membre du gouvernement et nommé par le président de la République, dirige ce ministère.
Les ministères colombiens et le Conseil des Ministres sont une partie du pouvoir exécutif de la Colombie, et d'après la Constitution de 1991, un cabinet de conseillers et d'exécutants pour le président.

## Historique

### XIXesiècle
Avec la constitution de 1821, Simón Bolívar crée un Cabinet de 5 membres appelés Secrétaires :
- Secrétaire de l'Intérieur
- Secrétaire de l'Extérieur (Affaires étrangères et Commerce)
- Secrétaire de la Marine
- Secrétaire de la Guerre
- Secrétaire des Finances et du Crédit public

Avec le temps, certaines compétences des secrétaires sont données à de nouvelles institutions, comme au milieu du XIXe siècle où le Secrétariat du Commerce est créé, privant de cette fonction le Secrétariat de l'Extérieur (renommé en Secrétariat des Affaires étrangères).
Avec la Constitution de 1886, sous la présidence de Rafael Núñez, les noms des Secrétariats furent changés pour le terme « Ministère » et de nouveaux furent créés.

### XXesiècle
Au début du XXe siècle, après la Guerre des Mille Jours, le Conseil des ministres comprenait :
- Ministère du Gouvernement
- Ministère de la Justice
- Ministère des Affaires étrangères (Chancellerie)
- Ministère de la Guerre
- Ministère des Finances et du Crédit public
- Ministère de l'Éducation

Le Secrétariat du Commerce disparait, ses fonctions étant remplies par le Vice-ministère du Développement, sous la tutelle du Ministère des Finances.

#### Années 1930
- Création du Ministère de la Santé.
- Création du Ministère du Travail.
- Création du Ministère de l'Agriculture.
- Création du Ministère des Travaux publics.

#### Années 1940
- Création du Ministère des Postes et du Télégraphe.
- Création du Ministère des Mines et du Pétrole.

#### Années 1950
- Le Ministère des Postes et du Télégraphe est renommé Ministère des Télécommunications.
- Le Ministère des Travaux publics est renommé Ministère des Transports et des Travaux publics.

#### Années 1960
- Création du Ministère du Commerce et de l'Industrie.
- Le Ministère des Mines et du Pétrole est renommé Ministère des Mines et de l'Énergie.
- Le décret 2474 de 1968 crée le Ministère du Développement économique.

#### Années 1970
- Le Ministère de la Guerre est renommé Ministère de la Défense.

#### Années 1990
- La loi 7 de 1991 crée le Ministère du Commerce extérieur.
- La loi 99 de 1993 crée le Ministère de l'Environnement.
- En 1996 le Ministère du Gouvernement est renommé Ministère de l'Intérieur.
- La loi 397 de 1997 crée le Ministère de la Culture.

### XXIesiècle
Durant le premier mandat du président Álvaro Uribe, le Congrès et le président adoptèrent la loi 790 de 2002, qui modifie les ministères existants et réduit leur nombre à 13.
En accord avec l'Article 7, les ministères sont :
- Ministère de l'Intérieur et de la Justice (fusion des ministères de la Justice et de l'Intérieur)
- Ministère des Affaires étrangères
- Ministère des Finances et du Crédit public
- Ministère de la Défense nationale
- Ministère de l'Agriculture et du Développement rural
- Ministère de la Protection sociale (fusion des ministères du Travail et de la Santé)
- Ministère des Mines et de l'Énergie
- Ministère du Commerce, de l'Industrie et du Tourisme (fusion des ministères du Commerce extérieur et du Développement économique)
- Ministère de l'Éducation nationale
- Ministère de l'Environnement, du Logement et du Développement territorial (ministère de l'Environnement élargi dont la compétence s'étend aux problèmes d'eau potable, d'assainissement, d'usage des sols, et de développement rural)
- Ministère des Communications
- Ministère des Transports
- Ministère de la Culture

Le 30 juillet 2009, via la loi 1341 de 2009, le Ministère des Communications est renommé en Ministère des Technologies de l'information et des Communications.

## Liste des ministères actuels
| Ministère                                                         | Ministre                           | Période            |
| ----------------------------------------------------------------- | ---------------------------------- | ------------------ |
| Ministère de l'Intérieur                                          | Hernando Alfonso Prada Gil         | 7 août 2022 -      |
| Ministère des Affaires étrangères                                 | Álvaro Leyva Durán                 | 7 août 2022 -      |
| Ministère des Finances et du Crédit public                        | José Antonio Ocampo Gaviria        | 7 août 2022 -      |
| Ministère de la Justice et du droit                               | Néstor Iván Osuna Patiño           | 17 août 2022 -     |
| Ministère de la Défense nationale                                 | Iván Velásquez Gómez               | 7 août 2022 -      |
| Ministère de l'Agriculture et du Développement rural              | Cecilia Matilde López Montaño      | 7 août 2022 -      |
| Ministère de la Santé et de la Protection sociale                 | Diana Carolina Corcho Mejía        | 7 août 2022 -      |
| Ministère du Travail                                              | Gloria Inés Ramírez Ríos           | 11 août 2022 -     |
| Ministère des Mines et de l'Énergie                               | Irene Vélez Torres                 | 11 août 2022 -     |
| Ministère du Commerce, de l'Industrie et du Tourisme              | Darío Germán Umaña Mendoza         | 11 août 2022 -     |
| Ministère de l'Éducation nationale                                | Alejandro Gaviria Uribe            | 7 août 2022 -      |
| Ministère de l'Environnement et du Développement durable          | María Susana Muhamad González      | 7 août 2022 -      |
| Ministère du Logement, de la Ville et du Territoire               | Marta Catalina Velasco Campuzano   | 11 août 2022 -     |
| Ministère des Technologies de l'information et des Communications | Sandra Milena Urrutia Pérez        | 5 septembre 2022 - |
| Ministère des Transports                                          | Guillermo Francisco Reyes González | 11 août 2022 -     |
| Ministère de la Culture                                           | Patricia Elia Ariza Flórez         | 7 août 2022 -      |
| Ministère de la Science, de la Technologie et de l'Innovation     | Arturo Luis Luna Tapia             | 17 août 2022 -     |
| Ministère des Sports                                              | María Isabel Urrutia Ocoró         | 11 août 2022 -     |